# Кубок Польщі з футболу 1999—2000
Кубок Польщі з футболу 1999–2000 — 46-й розіграш кубкового футбольного турніру в Польщі. Титул втретє поспіль здобула Аміка (Вронкі).

## Календар
| Раунд        | Дата                      | Матчі | Клуби   |
| ------------ | ------------------------- | ----- | ------- |
| Перший раунд | 22 червня - 1 серпня 1999 | 17    | 94 → 77 |
| Другий раунд | 1-11 серпня 1999          | 29    | 77 → 48 |
| Третій раунд | 14-15 вересня 1999        | 16    | 48 → 32 |
| 1/16 фіналу  | 12-13 жовтня 1999         | 16    | 32 → 16 |
| 1/8 фіналу   | 8 березня 2000            | 8     | 16 → 8  |
| 1/4 фіналу   | 11-19 квітня 2000         | 8     | 8 → 4   |
| 1/2 фіналу   | 4-11 травня 2000          | 4     | 4 → 2   |
| Фінал        | 6-9 червня 2000           | 2     | 2 → 1   |

## Перший раунд
| Команда 1                       | Рахунок | Команда 2               |
| ------------------------------- | ------- | ----------------------- |
| 22 червня 1999                  |         |                         |
| Каштелан (Серпць)               | 2:1     | Окенце (Варшава)        |
| 23 червня 1999                  |         |                         |
| Нарев (Остроленка)              | 1:2     | Вігри (Сувалки)         |
| Граніца (Кентшин)               | 0:2     | МКС Млава               |
| 27 червня 1999                  |         |                         |
| Піліца (Білобжегі)              | 1:2     | Спартакус (Далешице)    |
| 30 червня 1999                  |         |                         |
| Балтик (Гдиня)                  | 1:0     | Хемік (Бидгощ)          |
| Сехніце/Інкопакс (Вроцлав)      | 3:2 дч  | Гурник (Польковіце)     |
| Одра-2 (Водзіслав-Шльонський)   | 0:4     | Влукняж (Кетш)          |
| СКП Слупца                      | 0:1     | ЛКС Янкови              |
| Цераміка-2 (Опочно)             | 1:2     | Влукняж (Паб'яниці)     |
| Кольбушовянка (Кольбушова)      | 2:3     | Полонія (Перемишль)     |
| Влодавянка (Володава)           | 0:1     | Чарни/Орлента (Демблін) |
| Помераня (Полице)               | 5:2 дч  | Гвардія (Кошалін)       |
| Ракув-2 (Ченстохова)            | +:-     | Віслока (Дембиця)       |
| КС Тимбарк                      | +:-     | Карпати (Коросно)       |
| ББТС Коморовіце (Бельсько-Бяла) | 3:0     | Кабель-2 (Краків)       |
| 21 липня 1999                   |         |                         |
| Ягеллонія (Білосток)            | 6:0     | Олімпія (Замбрів)       |
| 1 серпня 1999                   |         |                         |
| Томасовія (Томашів-Любельський) | 1:2     | Тлокі (Ґожице)          |

## Другий раунд
| Команда 1                       | Рахунок      | Команда 2                            |
| ------------------------------- | ------------ | ------------------------------------ |
| 1 серпня 1999                   |              |                                      |
| Ниса (Зґожелець)                | 2:1 дч       | Карконоше (Єленя-Ґура)               |
| 10 серпня 1999                  |              |                                      |
| Полонія (Перемишль)             | 4:0          | Гетьман (Замостя)                    |
| Ягеллонія (Білосток)            | 0:1          | Пйотрковія (Пйотркув-Трибунальський) |
| 11 серпня 1999                  |              |                                      |
| Каштелан (Серпць)               | 0:3          | Ракув (Ченстохова)                   |
| МКС Млава                       | 2:0          | Гурник (Ленчна)                      |
| Вігри (Сувалки)                 | 0:0 пен. 4:3 | Єзьорак (Ілава)                      |
| Спартакус (Далешице)            | 1:2          | Гутник (Краків)                      |
| Напшуд (Ридултови)              | 0:4          | Влукняж (Кетш)                       |
| Влукняж (Паб'яниці)             | 2:4          | Корона (Кельці)                      |
| Лубушанін (Дрезденко)           | 0:2          | Помераня (Полице)                    |
| Погонь (Свебодзін)              | 1:3          | ЛКС Янкови                           |
| Чарни/Орлента (Демблін)         | +:-          | Унія (Тарнів)                        |
| Сехніце/Інкопакс (Вроцлав)      | 3:2          | Одра (Ополе)                         |
| Поможанін (Торунь)              | 0:3          | Балтик (Гдиня)                       |
| ББТС Коморовіце (Бельсько-Бяла) | 5:0          | Ґрунвальд (Руда-Шльонська)           |
| КС Тимбарк                      | 0:3          | Вавель (Краків)                      |
| Ракув-2 (Ченстохова)            | 0:2          | Цераміка (Опочно)                    |
| Тлокі (Ґожице)                  | 4:0          | Сталь (Сянік)                        |
| Підляшшя (Біла Підляська)       | 3:2          | Авіа (Свідник)                       |
| Сирена (Млинари)                | 1:5          | Лехія/Полонія (Гданськ)              |
| П'яст (Кобилін)                 | 1:3          | Лехія (Зелена Гура)                  |
| Аміка-2 (Вронкі)                | 0:3          | Одра (Щецин)                         |
| Варта (Познань)                 | 1:2          | РКС (Радомсько)                      |
| Ютшенка (Варта)                 | 0:2          | КС Мишкув                            |
| Погонь (Седльце)                | 0:2          | Сталь (Стальова Воля)                |
| Погонь (Лемборк)                | 2:2 пен. 3:4 | КП Конін                             |
| Унія (Скерневіце)               | 0:1          | КСЗО (Островець-Свентокшиський)      |
| Гурник (Валбжих)                | 0:3          | Полонія (Битом)                      |
| Ягеллонка (Нешава)              | 4:0          | Елана (Торунь)                       |

## Третій раунд
| Команда 1                            | Рахунок      | Команда 2                              |
| ------------------------------------ | ------------ | -------------------------------------- |
| 14 вересня 1999                      |              |                                        |
| МКС Млава                            | 1:2 дч       | Лехія/Полонія (Гданськ)                |
| 15 вересня 1999                      |              |                                        |
| Помераня (Полице)                    | 0:0 пен. 6:5 | Дискоболія (Гродзиськ-Великопольський) |
| Вігри (Сувалки)                      | 0:0 пен. 2:4 | Петро (Плоцьк)                         |
| Лехія (Зелена Гура)                  | 3:4 дч       | Одра (Щецин)                           |
| Балтик (Гдиня)                       | 2:3 дч       | КП Конін                               |
| ЛКС Янкови                           | 1:3 дч       | РКС (Радомсько)                        |
| Ягеллонка (Нешава)                   | 4:3 дч       | КСЗО (Островець-Свентокшиський)        |
| Ниса (Зґожелець)                     | 2:6          | Шльонськ (Вроцлав)                     |
| Сехніце/Інкопакс (Вроцлав)           | 6:0          | Полонія (Битом)                        |
| Пйотрковія (Пйотркув-Трибунальський) | 0:1          | Ракув (Ченстохова)                     |
| Тлокі (Ґожице)                       | 1:0          | Цераміка (Опочно)                      |
| Вавель (Краків)                      | 1:0          | Влукняж (Кетш)                         |
| ББТС Коморовіце (Бельсько-Бяла)      | 0:1          | КС Мишкув                              |
| Полонія (Перемишль)                  | 0:1          | Гутник (Краків)                        |
| Підляшшя (Біла Підляська)            | 0:2          | Сталь (Стальова Воля)                  |
| Чарни/Орлента (Демблін)              | 0:2          | Корона (Кельці)                        |

## 1/16 фіналу
| Команда 1                  | Рахунок      | Команда 2                   |
| -------------------------- | ------------ | --------------------------- |
| 12 жовтня 1999             |              |                             |
| Вавель (Краків)            | 1:3          | Гурник (Забже)              |
| Сехніце/Інкопакс (Вроцлав) | 0:2          | Помераня (Полице)           |
| ОКС Стоміл (Ольштин)       | 1:1 пен. 2:4 | Одра (Водзіслав-Шльонський) |
| 13 жовтня 1999             |              |                             |
| ГКС (Белхатув)             | 2:1          | Заглембє (Любін)            |
| Ракув (Ченстохова)         | 0:2          | Петро (Плоцьк)              |
| РКС (Радомсько)            | 2:0          | Корона (Кельці)             |
| Шльонськ (Вроцлав)         | 0:1          | Відзев (Лодзь)              |
| Ягеллонка (Нешава)         | 1:2 дч       | Сталь (Стальова Воля)       |
| Гутник (Краків)            | 2:2 пен. 4:5 | Полонія (Варшава)           |
| Одра (Щецин)               | 1:2          | Лех (Познань)               |
| КП Конін                   | 1:2          | Легія (Варшава)             |
| Тлокі (Ґожице)             | 1:1 пен. 2:4 | КС Мишкув                   |
| Лехія/Полонія (Гданськ)    | 0:2          | Вісла (Краків)              |
| ГКС (Катовиці)             | 0:2          | ЛКС (Лодзь)                 |
| Рух (Хожув)                | 2:0          | Погонь (Щецин)              |
| Аміка (Вронкі)             | 2:1 дч       | Рух (Радзьонкув)            |

## 1/8 фіналу
| Команда 1                   | Рахунок      | Команда 2         |
| --------------------------- | ------------ | ----------------- |
| 8 березня 2000              |              |                   |
| РКС (Радомсько)             | 1:1 пен. 5:4 | Гурник (Забже)    |
| КС Мишкув                   | 1:3          | Відзев (Лодзь)    |
| Петро (Плоцьк)              | 0:2          | Полонія (Варшава) |
| Помераня (Полице)           | 3:2 дч       | Лех (Познань)     |
| Одра (Водзіслав-Шльонський) | 0:2          | Легія (Варшава)   |
| Сталь (Стальова Воля)       | 2:2 пен. 3:5 | Вісла (Краків)    |
| Рух (Хожув)                 | 1:2 дч       | ГКС (Белхатув)    |
| Аміка (Вронкі)              | 2:1 дч       | ЛКС (Лодзь)       |

## 1/4 фіналу
| Команда 1         | Заг.         | Команда 2         | 1-й матч | 2-й матч |
| ----------------- | ------------ | ----------------- | -------- | -------- |
| 11/18 квітня 2000 |              |                   |          |          |
| Легія (Варшава)   | 5:5 пен. 1:3 | Аміка (Вронкі)    | 3:2      | 2:3 дч   |
| 11/19 квітня 2000 |              |                   |          |          |
| Полонія (Варшава) | 2:0          | Помераня (Полице) | 1:0      | 1:0      |
| ГКС (Белхатув)    | 1:2          | Вісла (Краків)    | 1:0      | 0:2      |
| 12/19 квітня 2000 |              |                   |          |          |
| Відзев (Лодзь)    | 3:3 (ч)      | РКС (Радомсько)   | 3:1      | 0:2      |

## 1/2 фіналу
| Команда 1        | Заг. | Команда 2         | 1-й матч | 2-й матч |
| ---------------- | ---- | ----------------- | -------- | -------- |
| 4/11 травня 2000 |      |                   |          |          |
| Вісла (Краків)   | 4:1  | Полонія (Варшава) | 2:1      | 2:0      |
| Аміка (Вронкі)   | 6:3  | РКС (Радомсько)   | 5:3      | 1:0      |

## Фінал
| Команда 1       | Заг. | Команда 2      | 1-й матч | 2-й матч |
| --------------- | ---- | -------------- | -------- | -------- |
| 6/9 червня 2000 |      |                |          |          |
| Вісла (Краків)  | 2:5  | Аміка (Вронкі) | 2:2      | 0:3      |

### Перший матч
| 6 червня 2000 |

| Вісла (Краків)        | 2:2      | Аміка (Вронкі)                 |
| --------------------- | -------- | ------------------------------ |
| Франковський 44', 77' | Протокол | Собоциньскі 25' Соколовскі 65' |

| Міський стадіон, Краків Глядачів: 8 000 Арбітр: Ришард Вуйцик |

### Повторний матч
| 9 червня 2000 |

| Аміка (Вронкі)                           | 3:0      | Вісла (Краків) |
| ---------------------------------------- | -------- | -------------- |
| Біліньскі 8' Зеньчук 45' Собоциньскі 84' | Протокол |                |

| Стадіон Амікі, Вронкі Глядачів: 5 500 Арбітр: Томаш Мікулскі |